# Лауверсмер
Лауверсмер (нидерл. Lauwersmeer) — водохранилище на севере Нидерландов на границе провинций Фрисландия и Гронинген.
Водохранилище образовалось на 23 мая 1969 года, когда залив Лауверсзе был отделен дамбой от Ваддензе. На водохранилище наблюдают за птицами.
На восточном берегу в польдере Марневард тренируется нидерландская королевская армия. В центральной и восточной частях водохранилища создан национальный парк Лауверсмер 12 ноября 2003 года.